# Hrebieniowo (sielsowiet Miasota)
Hrebieniowo – dawna osada kolejowa. Tereny, na których była położona leżą obecnie na Białorusi, w obwodzie mińskim, w rejonie mołodeckim, w sielsowiecie Miasota.

## Historia
W czasach zaborów w gminie Mołodeczno, w powiecie wilejskim, w guberni wileńskiej Imperium Rosyjskiego.
W latach 1921–1945 koszarka kolejowa leżała w Polsce, w województwie wileńskim, w powiecie wilejskim, od 1927 roku w powiecie mołodeczańskim, w gminie Mołodeczno.
Powszechny Spis Ludności z 1921 roku nie podał danych dotyczących miejscowości. W 1931 w 1 domu zamieszkiwały 4 osoby.
Wierni należeli do parafii prawosławnej w Mołodecznie. Miejscowość podlegała pod Sąd Grodzki w Mołodecznie i Okręgowy w Wilnie; właściwy urząd pocztowy mieścił się w Mołodecznie.
W wyniku napaści ZSRR na Polskę we wrześniu 1939 miejscowość znalazła się pod okupacją sowiecką. 2 listopada została włączona do Białoruskiej SRR. Od czerwca 1941 roku pod okupacją niemiecką. W 1944 miejscowość została ponownie zajęta przez wojska sowieckie i włączona do Białoruskiej SRR.